# Фюлёп, Мартон
Мартон Фюлеп (венг. Fülöp Márton; 3 мая 1983, Будапешт — 12 ноября 2015, там же) — венгерский футболист, игравший на позиции вратаря. Выступал за клубы из Венгрии, Англии и Греции. Провёл 24 матча за национальную команду.

## Биография
Родился в Будапеште в семье футболиста. В детстве занимался плаванием, теннисом, карате, но в итоге остановился на футболе. В возрасте восьми лет записался в школу БВСК. Играл на позиции центрального нападающего, но в дальнейшем переквалифицировался во вратаря. В «железнодорожном» клубе Мартон провёл год, а потом перебрался в школу МТК, где работал директором его отец.
Фюлёп дебютировал в чемпионате Венгрии в сезоне 2001/2002. Следующие два года вратарь провёл в аренде в «Элёре» и «Шиофоке», хотя обычно МТК отправлял своих молодых игроков во вторую команду.
Летом 2004 года «МТК» обыграл в товарищеском матче «Тоттенхэм» 2:1, а игра Фюлёпа впечатлила «шпор» и уже через три дня Мартон получил приглашение в лондонский клуб. После двухнедельных тренировок голкиперу был предложен контракт. К тому времени его контракт с «МТК» истёк, но англичанам пришлось заплатить 750 тыс. евро за воспитание молодого футболиста. В то время основным вратарём «Тоттенхэма» был игрок сборной Англии Пол Робинсон, а его сменщиком считался американец Кейси Келлер, которым и доверял тренерский штаб, поэтому в марте 2005 года Фюлёп был отдан в аренду «Честерфилду».
Первоначальное соглашение с «Честерфилдом» было рассчитано на месяц, но в начале мая стороны продлили его до конца сезона. В это самое время Робинсон получил травму, а место в воротах «Тоттенхэма» занял Радек Чёрный. В октябре Фюлёп отправился в «Ковентри», за который выступал до конца сезона на правах аренды.
После сезона 2005/2006 Фюлёп твёрдо решил покинуть «Тоттенхэм». Лучшим вариантом оказался «Сандерленд». Рой Кин пообещал венгру твёрдое место в составе «котов», но на деле тренерский штаб больше доверял Даррену Уорду. Тем не менее, Фюлёп согласился подписать полноценный контракт с «Сандерлендом» — «Тоттенхэм» продал футболиста за 900 тыс. евро. 1 августа 2007 году голкипер был отправлен в аренду в «Лестер» до конца календарного года. Позже были две кратковременные аренды в «Стоук» и «Манчестер Сити». 11 мая 2008 года Мартон дебютировал в Премьер-лиге в матче с «Арсеналом». Встреча закончилась со счётом 0:1, а единственный мяч провёл Тео Уолкотт.
В сезоне 2008/2009 стал первым вратарем «Сандерленда» из-за травмы Крейга Гордона. После возвращения шотландца в строй Фюлёп стал получать меньше игрового времени.
Летом 2010 года Фюлёп перешёл в «Ипсвич Таун», который тогда тренировал Рой Кин. Через год венгр перешёл в «Вест Бромвич», где был вторым вратарем после Бена Фостера. После единственного матча за «дроздов» в премьер-лиге (13 мая 2012 года «Арсенал» обыграл на выезде «Вест Бромвич» со счетом 3:2) с Мартоном был разорван контракт.
Последним клубом в карьере футболиста стал греческий «Астерас».

### Сборная
Дебютировал в национальной команде 31 мая 2005 года в товарищеском матче против сборной Франции. Всего сыграл за сборную Венгрии в 24 встречах. Последняя из них состоялась 29 марта 2011 года.

## Болезнь и смерть
В феврале 2013 года Фюлёп впервые почувствовал боль в руках. Обычные методы не помогали, а летом футболисту диагностировали рак. Он пережил химиотерапию, а в октябре 2013 года объявил о прохождении последней стадии лечения. Весной 2014 года Мартон посетил финал Кубка Английской лиги «Манчестер Сити» — «Сандерленд», где выразил желание вернуться в футбол. Однако болезнь не отступила, и утром 12 ноября 2015 года Фюлёп умер. В день смерти Фюлёпа сборная Венгрии, которая надела траурные повязки в память о Мартоне, сенсационно выиграла в гостях у сборной Норвегии (1:0) в первом стыковом матче за выход на Евро-2016. 39-летний голкипер венгров Габор Кирай, который проводил 100-й матч за сборную и был признан лучшим игроком матча, сказал, что в такой день венгры просто не могли себе позволить пропустить в память об умершем вратаре. На следующий день после смерти Фюлёпа «Сандерленд» приспустил флаги на своём стадионе и тренировочной базе.